# Hemiteles bizonatus
Hemiteles bizonatus är en stekelart som beskrevs av Pfankuch 1910. Hemiteles bizonatus ingår i släktet Hemiteles och familjen brokparasitsteklar. Inga underarter finns listade i Catalogue of Life.